# Mathieu Burniat
Mathieu Burniat, né le 4 mai 1984 à Bruxelles (province de Brabant), est un dessinateur et scénariste de bande dessinée belge.

## Biographie
Mathieu Burniat naît le 4 mai 1984 à Bruxelles. Passionné dès l’enfance par le lien entre les arts graphiques et la narration, de ses 10 à ses 17 ans il participe à l’atelier collectif de films d’animation Zorobabel,. En 2007, il obtient une licence en design industriel à La Cambre. Il travaille deux ans en tant que designer, métier pour lequel il est amené à faire quelques voyages en Chine. C’est à cette occasion qu’il rapporte plein d’images qui lui serviront à créer les dessins de Shrimp, sa première bande dessinée. Il se rend à l'époque compte de son goût pour le récit et se lance dans la bande dessinée.
Il est l’auteur de récits didactiques et de vulgarisation scientifique (Le Mystère du monde quantique, Une mémoire de roi, Internet), mais également de fictions qui reflètent son intérêt pour la gastronomie et pour la nature (La Passion de Dodin-Bouffant, Les Illustres de la table, Trap, Sous Terre). « j’aborde les sujets qui me passionnent mais dont je ne connais pas grand-chose. Cela me permet d’apprendre en travaillant ».
À partir de 2016, il collabore épisodiquement à Spirou pour lequel il livre de courts récits.
Burniat est lauréat d'une bourse d'aide à la création de la Fédération Wallonie-Bruxelles en 2020. En 2022, il publie Furieuse sur un scénario de Geoffroy Monde aux éditions Dargaud qui reçoit la Pépite bande dessinée au Salon du livre et de la presse jeunesse de Montreuil,. Il lance la série jeunesse Foudroyants avec Kerascoët, publiée dans la collection « Charivari » aux éditions Dargaud en 2025. La même année, il écrit le roman graphique Et soudain le futur dont le thème est la décroissance, pour le dessinateur Dominique Mermoux, publié aux éditions Rue de Sèvres. 
Parmi ses influences, il a cité Daumier, Gus Bofa, Félicien Rops, Victor Gilbert pour La Passion de Dodin-Bouffant ; Les Aventures de Tintin pour Le Mystère du monde quantique ; le manga Gunnm et l'auteur Guillaume Bouzard pour Trap.

## Œuvres

### Albums de bande dessinée
- Shrimp
- 1. Le Grand Large[11],[12], Dargaud, Paris, 2 mars 2012
Scénario : Benjamin d'Aoust, Matthieu Donck - Dessin et couleurs : Mathieu Burniat -  (ISBN 9782205069389)
- 2. La Couleur de l’éternité[13],[14], Dargaud, Paris, 5 octobre 2012
Scénario : Benjamin d'Aoust, Matthieu Donck - Dessin et couleurs : Mathieu Burniat -  (ISBN 9782205070460)
- La Passion de Dodin-Bouffant[15],[16],[17],[18], Dargaud, Paris, 3 octobre 2014
Scénario, dessin et couleurs : Mathieu Burniat -  (ISBN 978-2-205-07292-1),d'après La vie et la passion de Dodin-Bouffant, gourmet, de Marcel Rouff.
- Le Mystère du monde quantique[19],[20], co-scénarisé par Thibault Damour, Dargaud, 2016,  (ISBN 9782205075168)
- Les Illustres de la table[21], avec des textes de Benoist Simmat, Dargaud, 2016,  (ISBN 9782205075939)
- Internet : au delà du virtuel[22],[23], co-scénarisé par Jean-Noël Lafargue, éd. Le Lombard, coll. « La Petite Bédéthèque des savoirs », 2017  (ISBN 978-2803637430)
- Une mémoire de roi[24], co-scénarisé par Sébastien Martinez, éd. Premier Parallèle, 2018,  (ISBN 979-1094841792),Réédition en 2024  (ISBN 9782850612275).
- Trap[25], Dargaud 2019. Couleurs de Loup Michiels.  (ISBN 978-2205079272)
- Sous Terre[26], avec la collaboration de Marc-André Selosse, Dargaud, 2021  (ISBN 978-2205088250)
- Furieuse[27],[28], Dargaud, Paris, 14 octobre 2022
Scénario : Geoffroy Monde - Dessin et couleurs : Mathieu Burniat -  (ISBN 978-2-205-20322-6)

#### Foudroyants
- 1. L'Armée de Neptune[7],[29],[30],[31],[32], Dargaud, coll. « Charivari », 17 janvier 2025
Scénario : Mathieu Burniat - Dessin et couleurs : Kerascoët -  (ISBN 978-2-487-66313-8)

#### Et soudain le futur
- Et soudain le futur[8],[33], Rue de Sèvres, Paris, 14 mai 2025
Scénario : Mathieu Burniat - Dessin : Dominique Mermoux -  (ISBN 9782810208098)

#### Donjon Parade
- 12. Chaos crescendo[34],[35], Delcourt, coll. « Humour de rire », Paris, 11 juin 2025
Scénario : Lewis Trondheim, Joann Sfar - Dessin et couleurs : Mathieu Burniat -  (ISBN 978-2-413-08504-1)

### En revues et journaux
- 25. La Revue dessinée, La Revue dessinée, Paris, 4 septembre 2019
Scénario et dessin : collectif dont Mathieu Burniat - Couleurs : quadrichromie -  (ISBN 979-10-92530-79-7)
- 26. La Revue dessinée, La Revue dessinée, Paris, 27 novembre 2019
Scénario et dessin : collectif dont Mathieu Burniat - Couleurs : quadrichromie -  (ISBN 979-10-92530-81-0)

## Prix et distinctions
- 2014 :
  -  prix du jury du Festival BD de Sainte-Livrade-sur-Lot pour La Passion de Dodin-Bouffant[36] ;
  -  prix RTL du mois d'octobre[37], pour La Passion de Dodin-Bouffant ;
- 2017 : 
  -  prix de la BD Fnac Belgique[4],[38] ;
  -  prix "La racine des mots est-elle carrée ? ", pour Le Mystère du monde quantique[39] ;
  -  prix du livre d'économie lycéen spécial BD pour Internet sous la présidence du ministre Bruno Le Maire[40] ;
- 2019 :  prix Victor Rossel du meilleur album pour Trap[41] ;
- 2022 :
  -  prix la science se livre (adolescents), pour Sous Terre[42] ;
  -  prix de la Bande Dessinée scientifique et technique pour Sous terre[43] ;
  -  prix lycéen de la BD de Colomiers[44] ;
  -  Pépite bande dessinée au Salon du livre et de la presse jeunesse de Montreuil[6],[4].

#### Livres
- Thierry Bellefroid et Jean-Marie Derscheid, « Burniat Mathieu Dessinateur », dans 77 auteurs de bande dessinée en Wallonie et à Bruxelles, Bruxelles, Wallonie-Bruxelles International, 2017, 128 p., ill. ; 26 cm (ISBN 2-930071-83-4, lire en ligne), p. 32.
- Cécile de Hoson et Laurence Bordenave, « Les savoirs de sciences au risque de la bande dessinée », dans Cécile de Hoson, Catherine Houdement, Christophe Hache, Approches sémiotiques en didactique des sciences, ISTE éditions, avril 2022 (ISBN 9781789480702, présentation en ligne), p. 111-112.

#### Périodiques
- Mathieu Burniat (interviewé par Marius Jouanny), « Interview : Mémoire en vrac ? osez le coup du kangourou - Entretien avec Mathieu Burniat », Casemate, no 121,‎ janvier 2019, p. 16-18 (ISSN 1964-504X).
- Philippe Lautesse, Lionel Chaussard, Juliette Tuaillon, Fabrice Ferlin et Jean-Loup Héraud, « À la recherche du réel perdu : la pertinence de l’utilisation d’une bande dessinée dans l’enseignement de la mécanique quantique en Licence », Tréma, revue internationale en sciences de l'éducation et didactiques, Montpellier, Faculté d’Éducation de l’Université de Montpellier, no 51 « Usages didactiques de la bande dessinée »,‎ 2019 (ISBN 979-10-96627-07-3, DOI 10.4000/trema.5138, lire en ligne, consulté le 10 novembre 2019).

### Émissions de radio
- Les Foudroyants, tome 1 - Mathieu Burniat /Kerascoët (Éd Dargaud), émission Entre les cases présentée par Delphine Freyssinet sur Radio chrétienne francophone, (25 min 30 s), 21 février 2025.

### Vidéographie
- [vidéo] « YORO / Interview de Mathieu Burniat pour sa bd "Trap" », sur YouTube